# Poppea maculipennis
Poppea maculipennis är en insektsart som beskrevs av Albino Morimasa Sakakibara och Remes-lenicov 1973. Poppea maculipennis ingår i släktet Poppea och familjen hornstritar. Inga underarter finns listade i Catalogue of Life.